# Bad Pyrmont
Bad Pyrmont is een plaats in de Duitse deelstaat Nedersaksen, gelegen in het landkreis Hamelen-Pyrmont.

## Inleiding
De stad telt 19.162 inwoners en is een selbständige Gemeinde. Deze kuurstad in het Weserbergland is vermaard vanwege de geneeskrachtige bronnen. Vele beroemdheden  hebben hier van hun rust genoten. In Bad Pyrmont vroeg ook de Nederlandse koning Willem III zijn tweede vrouw Emma ten huwelijk. De "Brunnenplatz" met de "Hylligen Born" en de Avenue zijn het middelpunt van de stad, tezamen met de voetgangerszone, de kasteeltuin en de geplaveide waterloop.

## Stadsindeling
Bad Pyrmont bestaat uit de volgende stadsdelen:
- Pyrmont (15.744 inwoners incl. Oesdorf en Holzhausen)
- Oesdorf, nabij het spoorwegstation, 2 km ZO (zuidoosten van Pyrmont zelf); tot 1922 een zelfstandige gemeente
- Holzhausen (direct W)
- Thal, 4 km O, aan de overzijde van de spoorlijn (513 inw.)
- Löwensen, 929 inw., direct aan de NO-zijde tegen Holzhausen aangebouwd, incl.:
  - Friedensthal, van 1792 tot 1870 de enige kolonie van (oorspronkelijk Engelse en Amerikaanse) Quakers in Duitsland.
- Neersen (+) (260 inw.)
- Baarsen (+) (232 inw.)
- Eichenborn (+) (225 inw.)
- Großenberg (+)  (181 inw.)
- Kleinenberg (+) (151 inw.)
- Hagen, ca. 4 km ZW (1.369 inw.)

(+): Deze vijf dorpen liggen alle ongeveer in een cirkel tussen 6-9 km ten zuidoosten van Pyrmont zelf; Kleinenberg ligt het dichtste bij de stad.
Het bevolkingscijfer is ontleend aan cijfers uit 2017. Totaal gehele gemeente: 19.604 personen.

## Geografie, infrastructuur
Bad Pyrmont heeft een oppervlakte van 62 km²  en ligt in het zuiden van de deelstaat Nedersaksen, op de grens met de deelstaat Noordrijn-Westfalen.
De stad ligt in het Wezerbergland, ten noordwesten van het dal van het riviertje de Emmer. Door dit dal loopt de spoorlijn van Hamelen naar Altenbeken.

### Buurgemeenten
- In Nedersaksen:
  - Aerzen in het noorden; ruim 10 km ten noordoosten van Aerzen ligt Hamelen.
  - Emmerthal in het oosten
  - Samtgemeinde Bodenwerder-Polle (Ottenstein en Vahlbruch) in het zuid-zuidoosten
- In Noordrijn-Westfalen, en wel in de Kreis Lippe:
  - Lügde in het zuiden
  - Blomberg (Lippe) in het zuidwesten
  - Barntrup in het westen.

### Wegverkeer
Bad Pyrmont ligt, evenals het naburige Lügde, enigszins afzijdig van het hoofdwegennet. Autosnelwegen liggen 40 of meer kilometer van de gemeente vandaan. Het tot de gemeente Aerzen behorende dorp Grießem is, via een bochtige, 7 km lange route door heuvelland noordwestwaarts te bereiken vanuit Bad Pyrmont-Holzhausen. Dit is het meest nabij gelegen punt, waar men de Bundesstraße 1 op kan rijden. Van daar bereikt men, 15 km in noordoostelijke richting rijdend, de stad Hamelen, of 15 km in zuidwestelijke richting rijdend, het stadje Blomberg.

### Openbaar vervoer

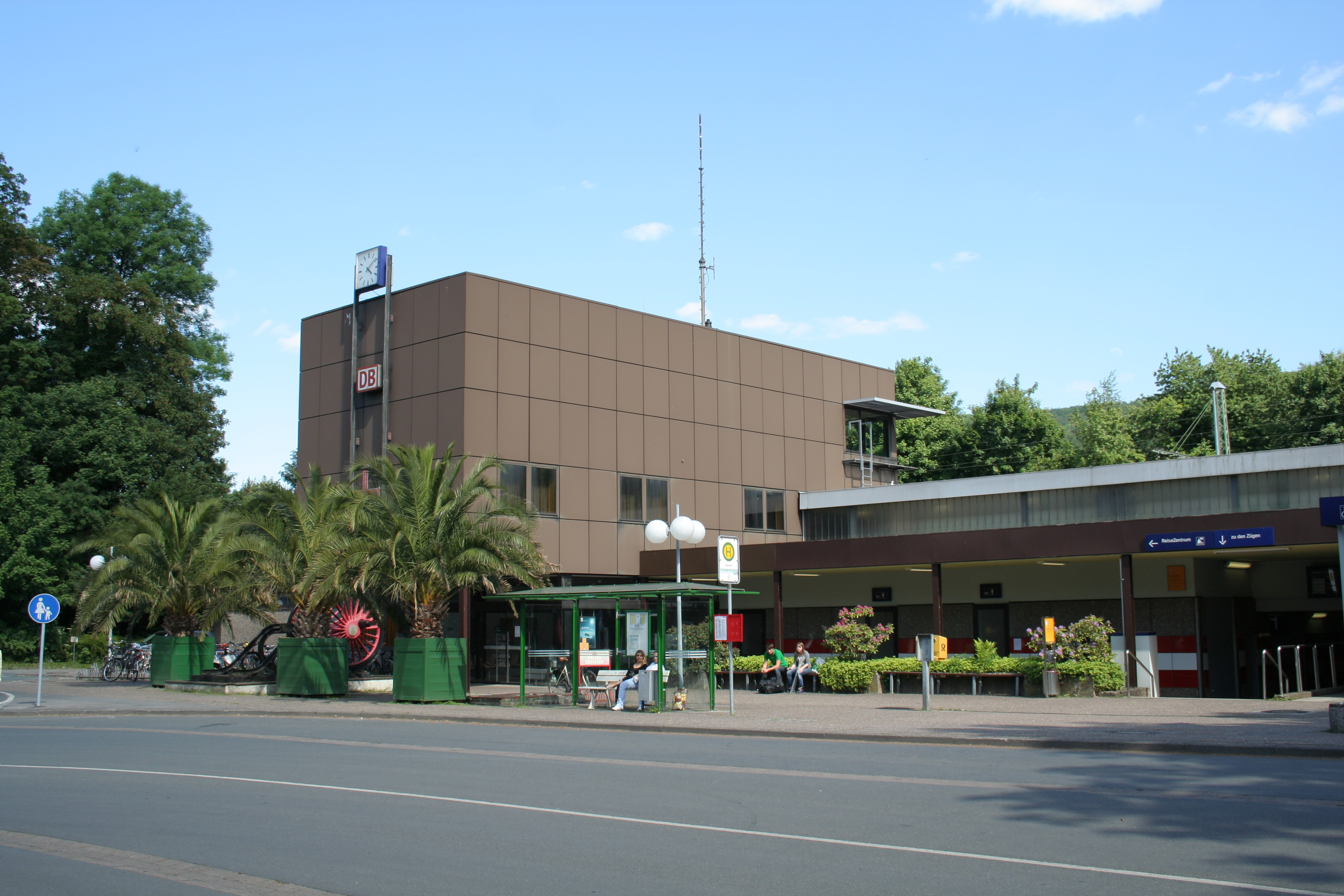
Station

Het in 1872 geopende station Bad Pyrmont ligt aan de spoorlijn Hannover - Soest. Er rijden treinen van de S-Bahn van Hannover, die wordt geëxploiteerd door DB Regio Nord. De wijk, waarin het station ligt wordt door de Emmer gescheiden van het in noordwestelijke richting liggende centrum met de kuurinrichtingen.
In Bad Pyrmont rijden enkele stadsbuslijnen, meestal slechts enkele keren per dag. Er rijden streekbussen van en naar Hamelen, Barntrup,  en Lemgo. Exploitante hiervan is Nahverkehr Hameln-Pyrmont, semi-officiële bijnaam „Die Öffis“.

## Economie
Bad Pyrmont is in de eerste plaats een kuuroord, waar het kuurbedrijf en het daarmee samenhangende toerisme (mede ook vanwege het natuurschoon en de bezienswaardige kastelen e.d. in de omgeving) de stedelijke economie bepalen.
Een groot, elektrotechnische onderdelen vervaardigend bedrijf, met hoofdzetel te Blomberg (Lippe), heeft te Bad Pyrmont een productielocatie.

## Geschiedenis
Reeds in de Midden-Steentijd en in de Jonge Steentijd, en later in de Bronstijd, de Romeinse tijd, rond het begin van de jaartelling, en in de tijd van de Germaanse stammen, wellicht de Cherusken en na ca. 500 de Saksen waren er mensen, die de bronnen bezochten en gebruikten, getuige de vele  bronzen naalden, zogenaamde broches, Romeinse munten en andere als 'offers' aan de goden in de bronnen gegooide voorwerpen.  Sporen van permanent bewoonde nederzettingen zijn nimmer aangetoond. Er bestaan in de omgeving nog wel resten van grafheuvels, van onbekende herkomst en ouderdom, en van vroegmiddeleeuwse walburgen.

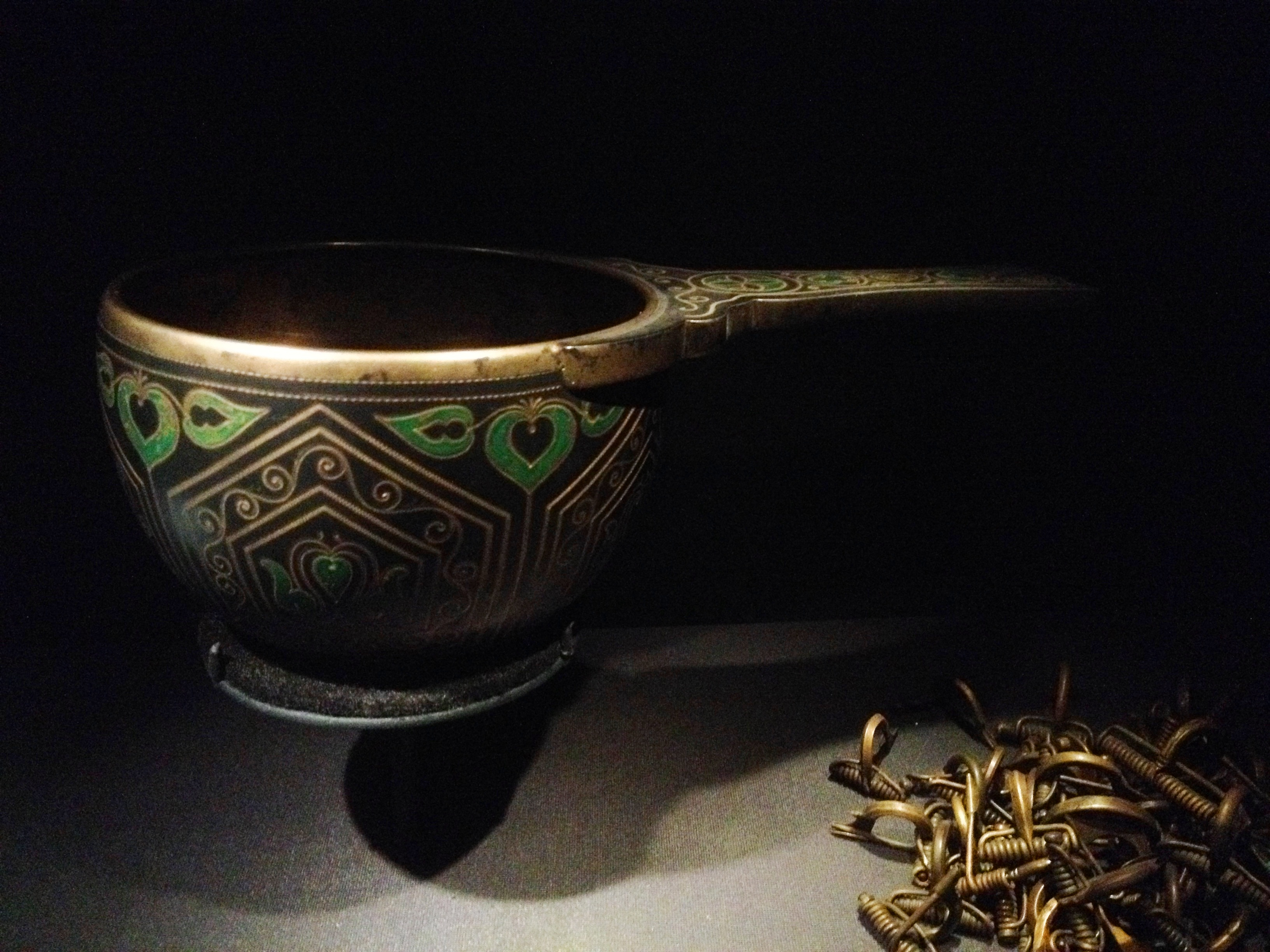
Schenkkelk en fibulae, 2e eeuw na Chr., gevonden in een van de bronnen, coll. Museum im Schloss Bad Pyrmont
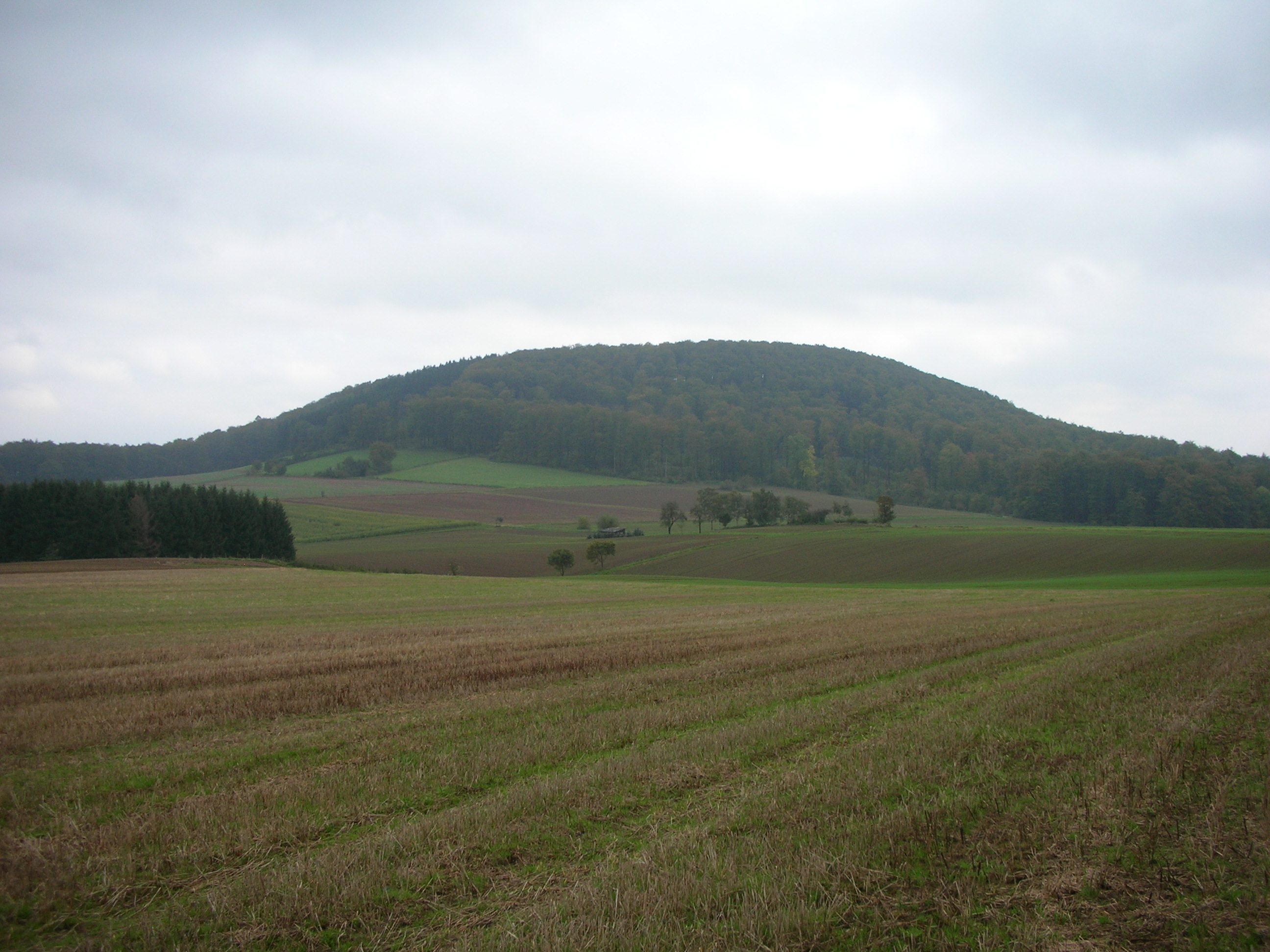
De berg Keuperberg (locatie van de Herlingsburg)
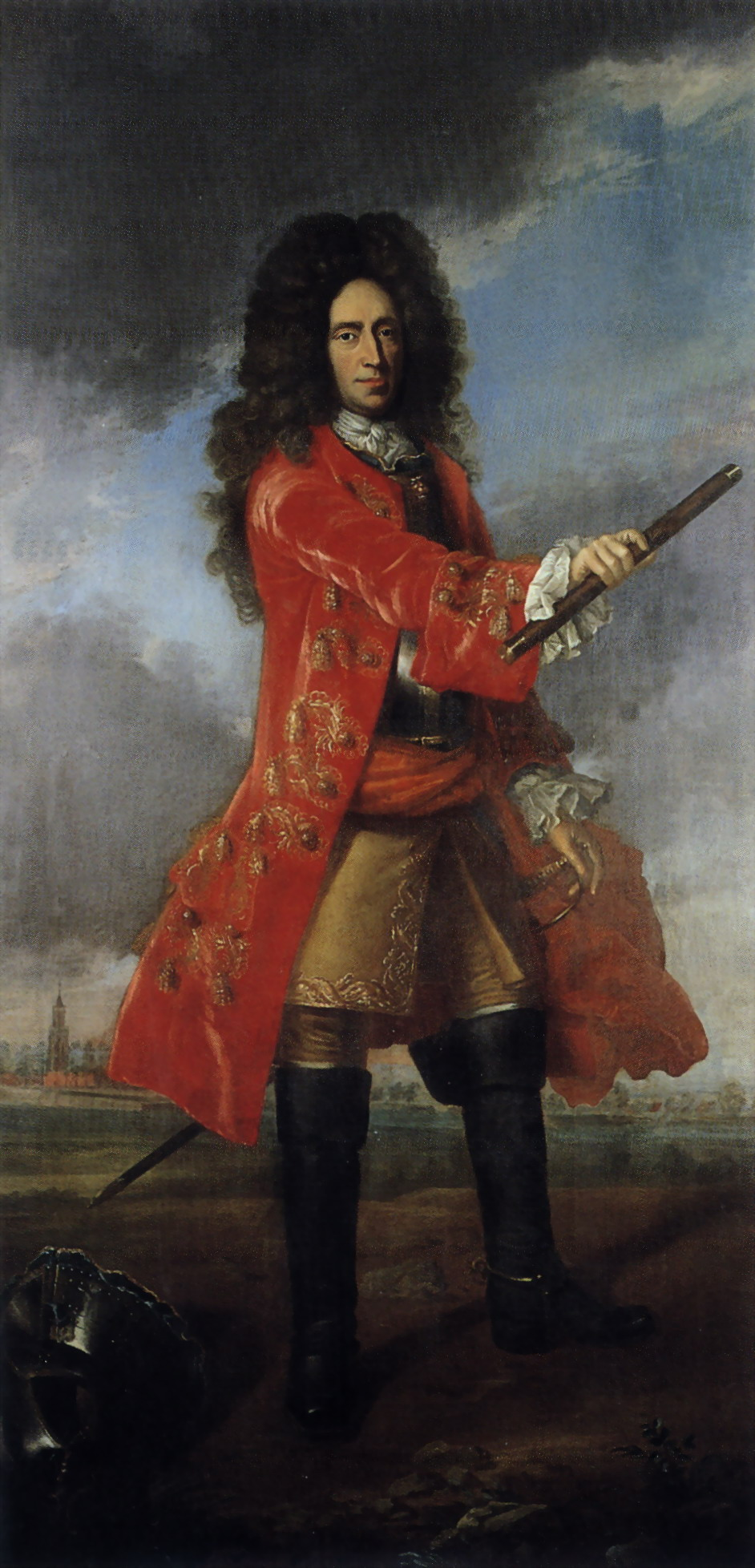
Georg Fredrik ca. 1750
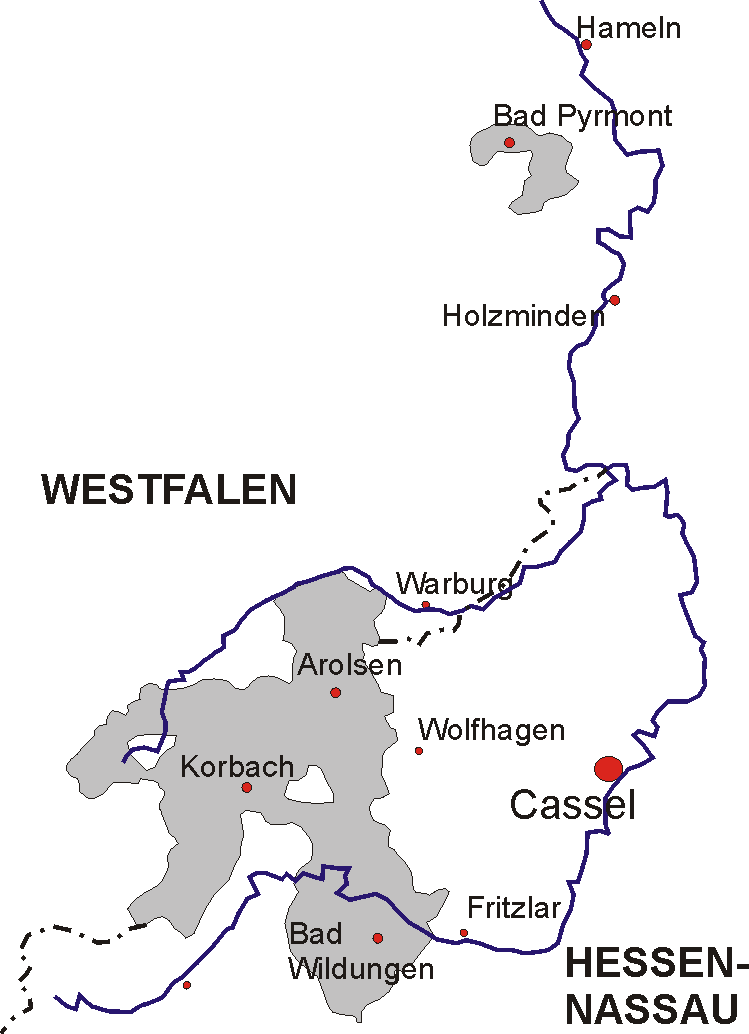
Vorstendom Waldeck-Pyrmont in de 18e eeuw.
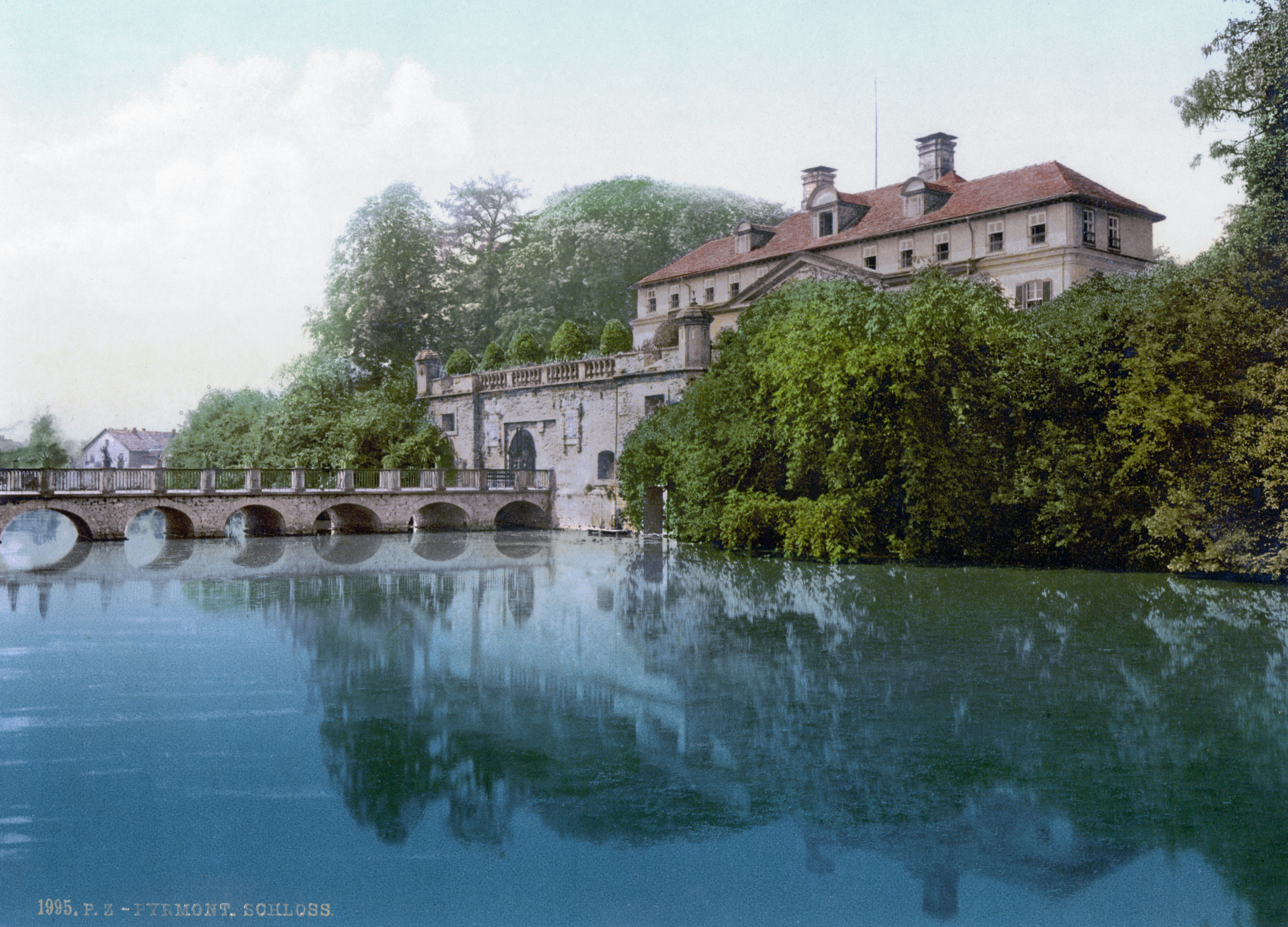
Kasteel Pyrmont 1900
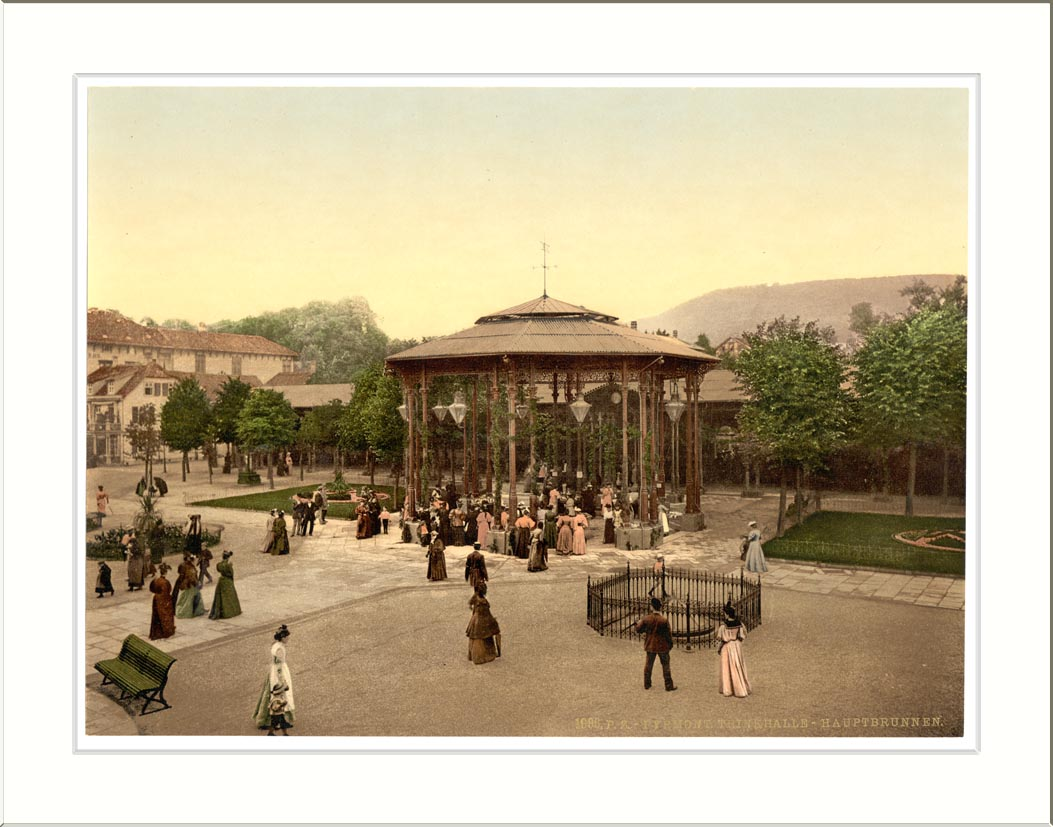
Historische ansichtkaart uit het begin van de 20e eeuw, met drinkfontein
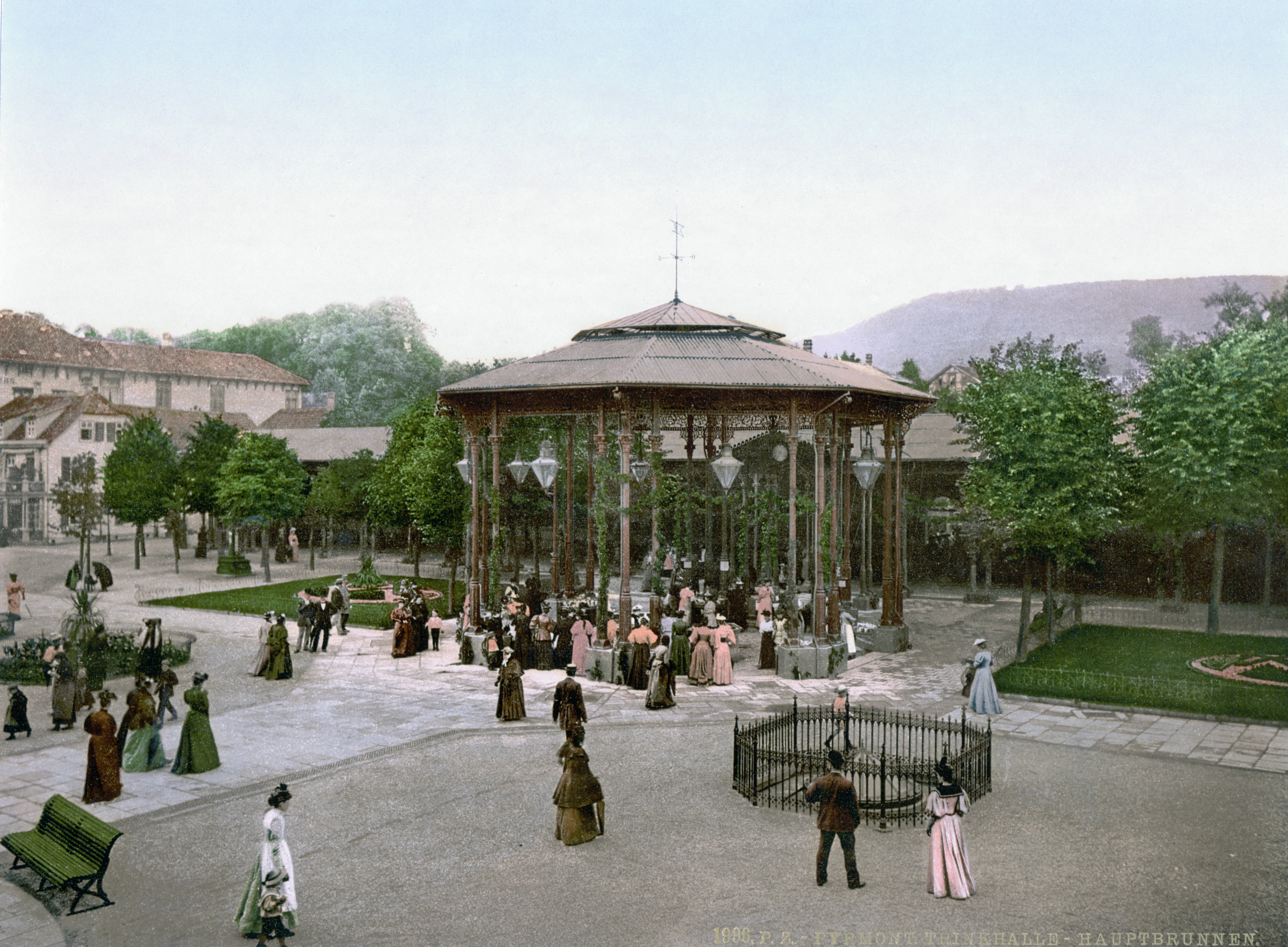
Bron Pyrmont 1900

In 784 vierde Karel de Grote het kerstfeest bij de minerale bron in Villa Liuhidi bij de Skidrioburg, het huidige Lügde, 3 km verwijderd  van het huidige Bad Pyrmont, aan een kleine zijrivier van de Wezer, de Emmer. Deze locatie lag nabij de walburg Herlingsburg op de berg Keuperberg, die reeds rond 200 v.Chr. was gesticht, mogelijk door Kelten (dragers van de La-Tènecultuur).
In 1184 verschijnt de naam van het latere bad voor het eerst in een document. De  aartsbisschop van Keulen, Filips I van Heinsberg, geeft opdracht tot het bouwen van een kasteel op de Schellenberg en geeft het de Latijnse naam  "Petri mons", d.w.z. Petersberg, in het Frans "piremont". De mogelijk Oud-Duitse woorden pir , nat, regenen, en: -mund, mogelijk: berg, leidden tot een andere interpretatie: bronnenberg. Er is geen consensus over het ontstaan van de naam.
In het midden van de zestiende eeuw verspreidde het ongehoorde nieuws zich, dat de toen nog tot het grondgebied van Lügde gerekende Pyrmonter-bronnen wonderbaarlijk waren. Uit heel Europa kwamen gasten naar de Pyrmont-vallei. In de zomer van 1556 verbleven er 10.000 mensen, sommigen in tentenkampen, op zoek naar herstel.
Het geslacht Waldeck erfde in 1625/1631 het graafschap Pyrmont (zie aldaar, en onder Vorstendom Waldeck-Pyrmont voor meer informatie over de periode 1200-1871) van de graven van Gleichen.
Na de Dertigjarige Oorlog (1618-1648) begon de graaf van Pyrmont, later Prins Georg Frederik van Waldeck-Eisenberg in 1668 met de aanleg van een kuurcomplex bij  de Hylligen Born, met de fonteintempels en de Avenue (Hauptallee), die niet is bedoeld als aanvulling of uitbreiding van een kasteel of een residentie, maar duidelijk om langs te flaneren en geneeskrachtige dampen te inhaleren. De daaromheen ontstaande plaats Bad Pyrmont kreeg zo het eerste kuurpark in de westerse wereld.  Tussen plm. 1680 en plm. 1810 was Bad Pyrmont een belangrijke ontmoetingsplaats voor de "groten der aarde", niet alleen monarchen, maar ook wetenschappers en kunstenaars. In 1681 bijvoorbeeld bezochten 34 regerende koning(inn)en en andere adellijke heersers het kuuroord. Een bijkomende attractie was, dat van 1727 tot 1872 in de stad speelbanken aanwezig waren. Rijke, meestal adellijke heren speelden daar hazardspelen, waaronder het in de 18e en 19e eeuw zeer populaire kaartspel pharo of faro. In de periode tot 1883 werden nog meer lanen toegevoegd.
De familie Zu Waldeck und Pyrmont gebruikte Kasteel Pyrmont als zomerverblijf. Graaf Frederik Anton Ulrich van Waldeck-Pyrmont verleende Bad Pyrmont stadsrechten in het jaar 1720.
De Duitse arts Johann Philipp Seip of Seipp onderzocht in de eerste helft van de 18e eeuw de zgn. Dunsthöhle en stelde vast, dat de eruit opkomende dampen geen zwavel, maar kooldioxide bevatten, en ontdekte de therapeutische werking hiervan. Hij was de lijfarts van  Frederik Anton Ulrich van Waldeck-Pyrmont.
Koning Willem III der Nederlanden reisde in de zomer van 1878 voor een 'bruidsschouw' naar Bad Pyrmont. Hier legde hij contact met drie ongetrouwde prinsessen van het Huis Waldeck-Pyrmont: Pauline, Marie en Emma. Volgens de overlevering stonden de drie prinsessen bij de aankomst van de Koning voor het raam op de beletage van het kasteel. Hier leerden prinses Emma en koning Willem III elkaar kennen. In 2008 werd ter herinnering aan de 150e geboortedag van Koningin-regentes Emma een plantsoen naar haar vernoemd. De Königin-Emma-Platz ligt tussen de Avenue en Kasteel Pyrmont.
Sinds 1921 behoorde Bad Pyrmont tot Pruisen, Waldeck volgde in 1929. Van 1879 tot 1925 was er een net van paardentramlijnen in Bad Pyrmont.
In 1944 zetelde in het Schloss Pyrmont de Vlaamsche Landsleiding, een marionettenregering in ballingschap die mee ten onder ging met het Derde Rijk. Tegenwoordig is in  het kasteel een museum en een toneel- en concertzaal aanwezig. Gedurende de Tweede Wereldoorlog was Bad Pyrmont een Lazarettstadt, er waren dus hospitalen voor in de oorlog gewonde soldaten ingericht. De geallieerden lieten de stad daarom, overeenkomstig het oorlogsrecht, met rust en bombardeerden haar niet.
In 1914 werd het voorvoegsel Bad aan de plaatsnaam Pyrmont toegevoegd. In 1947 verwierf Bad Pyrmont de officiële eretitel Nedersaksisch Staatsbad.
Nadat in 1938 het dorp Holzhausen al door de stad Bad Pyrmont was ingelijfd, volgden t.g.v. de gemeentelijke herindelingen per 1 januari 1973 de gemeenten Baarsen, Eichenborn, Großenberg, Hagen, Kleinenberg, Löwensen, Neersen en Thal. Hierdoor werd het grondgebied van de gemeente Bad Pyrmont nagenoeg gelijk aan  het Pyrmonter gedeelte van het oude Vorstendom Waldeck-Pyrmont.
Een interessante, Duitse, uiteenzetting over de geschiedenis van Bad Pyrmont en Lügde is te vinden op: archiv-willeke.de/aus-der-luegder-geschichte|.

## Bezienswaardigheden

### Kuurcentrum
- Kasteel Pyrmont, op een oudere vesting uit de renaissancetijd als grafelijke residentie in barokstijl gebouwd tussen 1706 en 1710. In het gebouw is het museum van de stad, waarin onder andere de geschiedenis van het kuurbedrijf en de banden met het Nederlandse koningshuis (koningin Emma was prinses van Waldeck-Pyrmont) worden belicht.
- Kuurpark van Pyrmont met inbegrip van de Palmentuin, de noordelijkste van Europa: ontstaan in de periode vanaf 1667 en sedertdien vele malen uitgebreid, verfraaid en gerestaureerd.
- De statige Hauptallee (Avenue) door dit park
- De zeven geneeskrachtige bronnen, waarvan de in 1350 reeds door een plaatselijke monnik beschreven Hyllige Born , Heilige Bron, de oudste is; de andere zijn in de 18e-19e eeuw aangeboord. Zes van de zeven bronnen hebben drinkbaar water, de zevende (Salinenquelle) is alleen om er in te baden. Er zijn twee soorten bronnen: keukenzouthoudende, en o.a. koolzuur en sulfaat houdende bronnen.
- De Dunsthöhle (dampgrot), sedert de 18e eeuw in therapeutisch gebruik. Men kan er als geneeskrachtig beschouwde kooldioxide (CO2)-dampen inhaleren, die vanzelf uit de grond opborrelen. Deze grot en de vulkanische Grotto del Cane bij Napels, Italië zijn de twee enige grotten van dit type in Europa.

### Overige
- De stad heeft een kleine dierentuin.
- De stad wordt omringd door heuvels, die deel uitmaken van het Wezerbergland. Uitzichtpunten zijn onder andere de Bismarckturm op de Königsberg, ten oosten van de stad en de in 2009 gerestaureerde Schellenturm, bij de (spaarzame) ruïnes van het oude kasteel op de Schellenberg ten noorden van het stadscentrum.
- In de stad staat staat een groot aantal monumentale villa's en ook enige kerkgebouwen uit de periode 1871-1914, de zgn. Gründerzeit.

## Afbeeldingen

### Kuurcentrum en omgeving

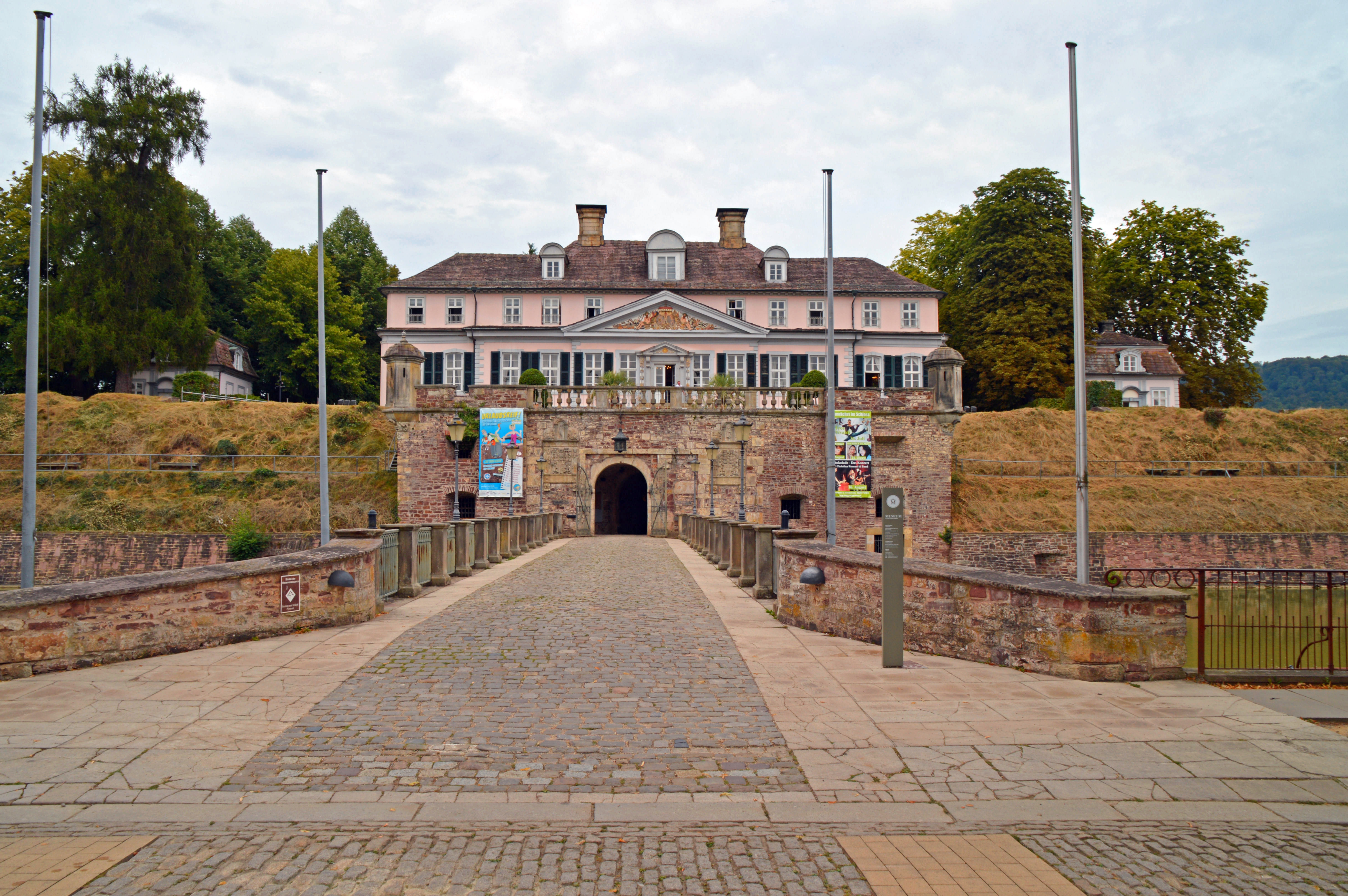
Kasteel Pyrmont 2019
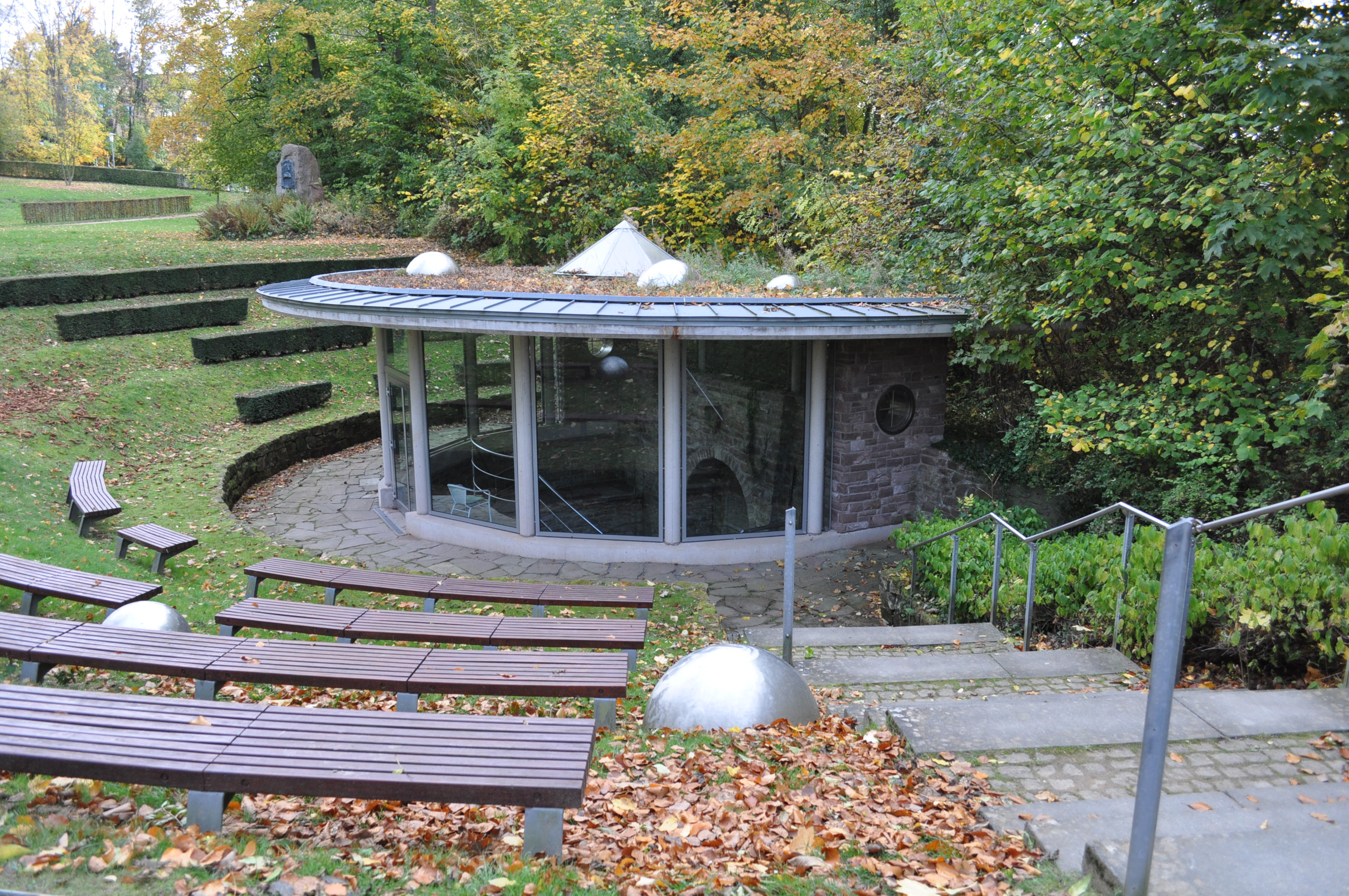
De Dunsthöhle (dampgrot)
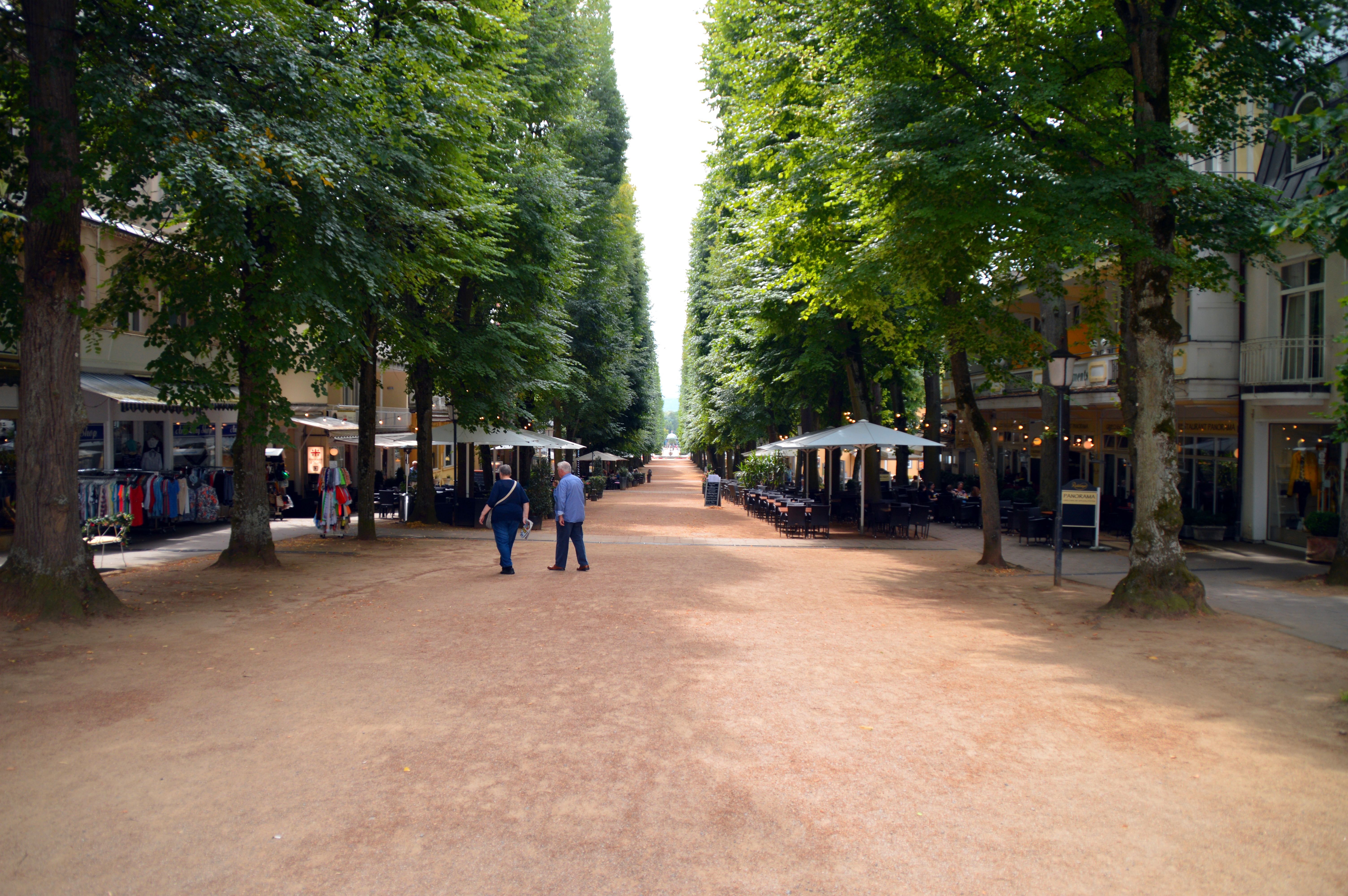
De Avenue (Hauptallee)
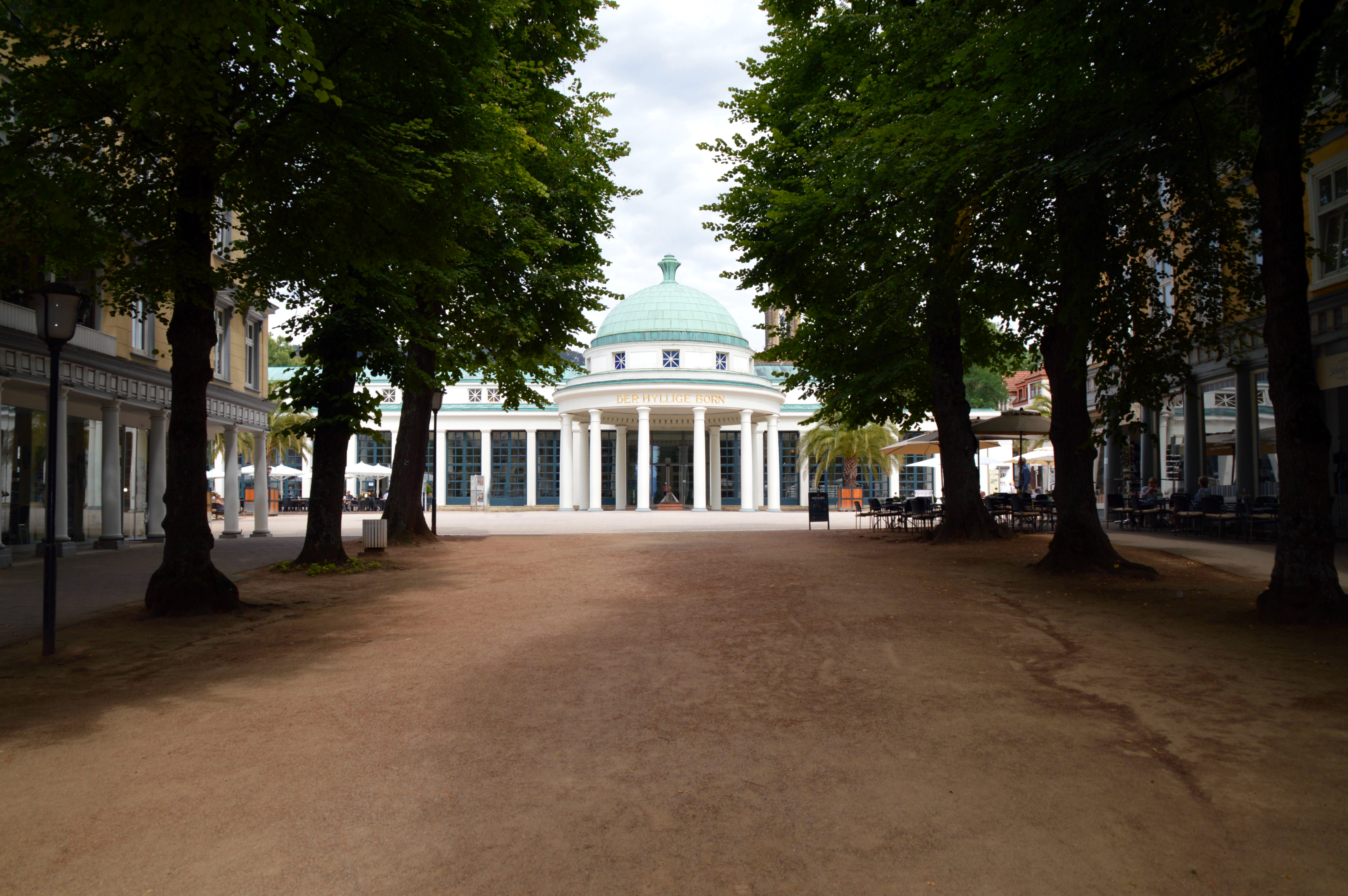
Hylligen Born
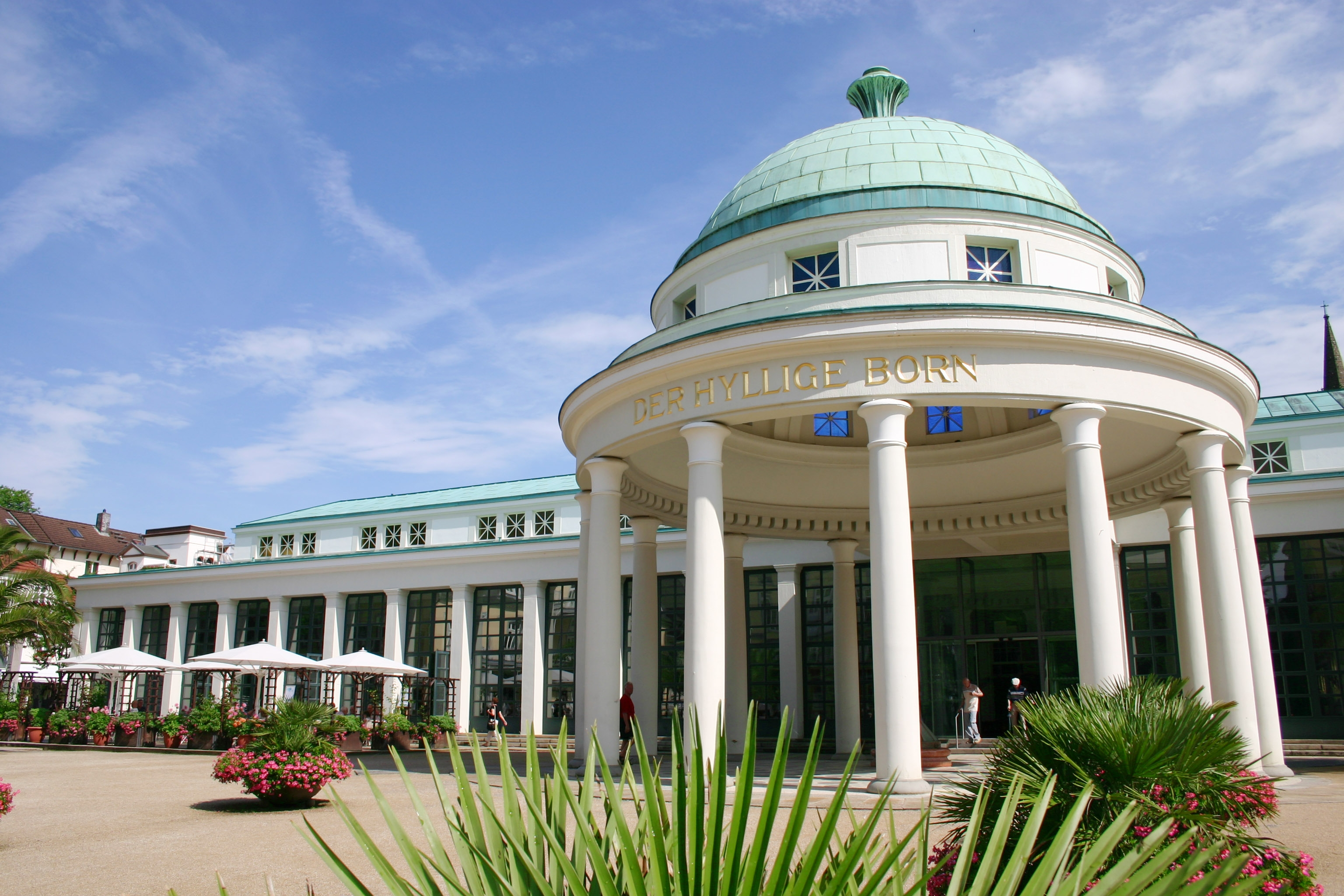
De Hyllige Born met de Wandelhalle (onder de zuilengang)
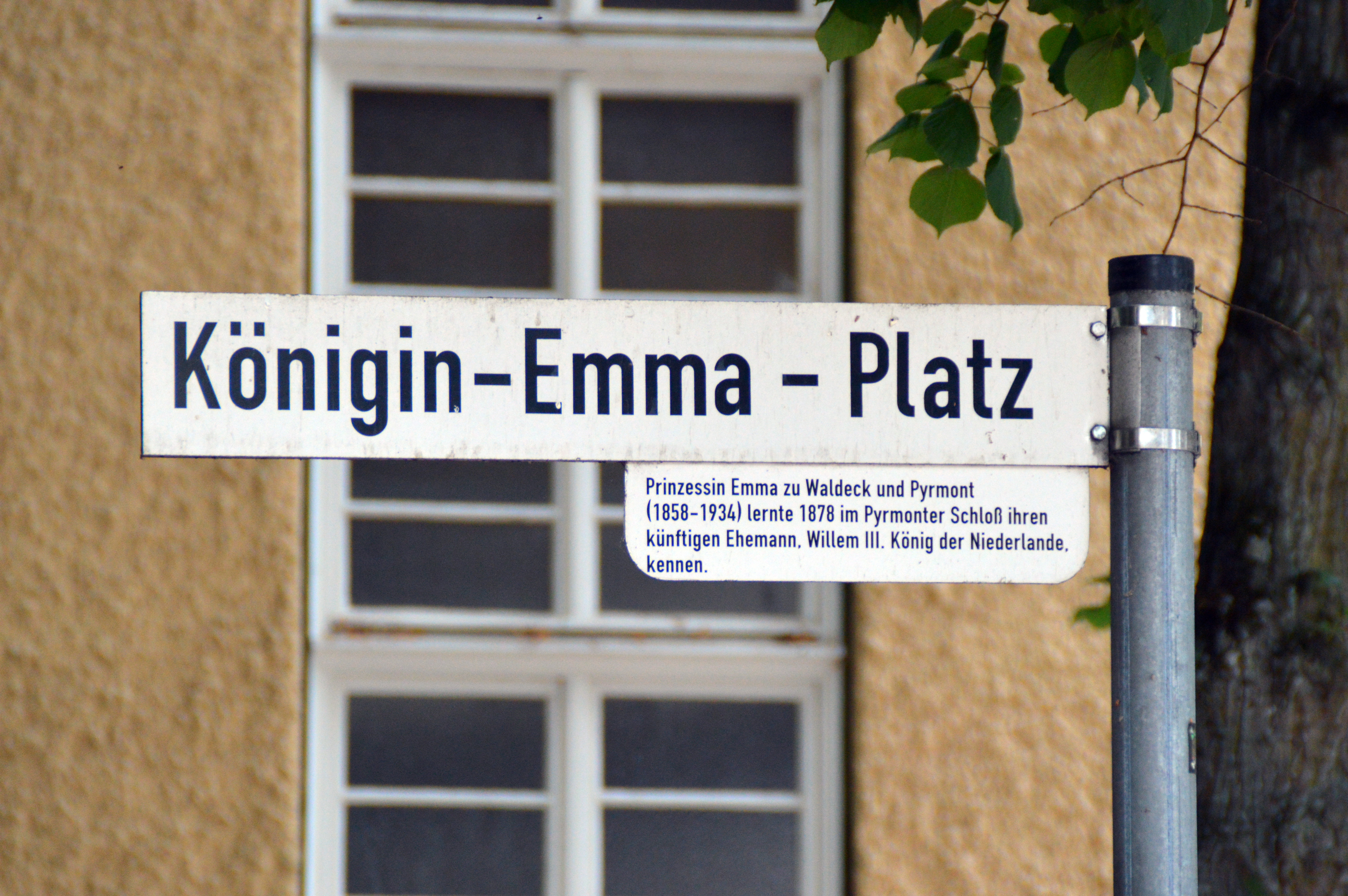
Königin-Emma-Platz
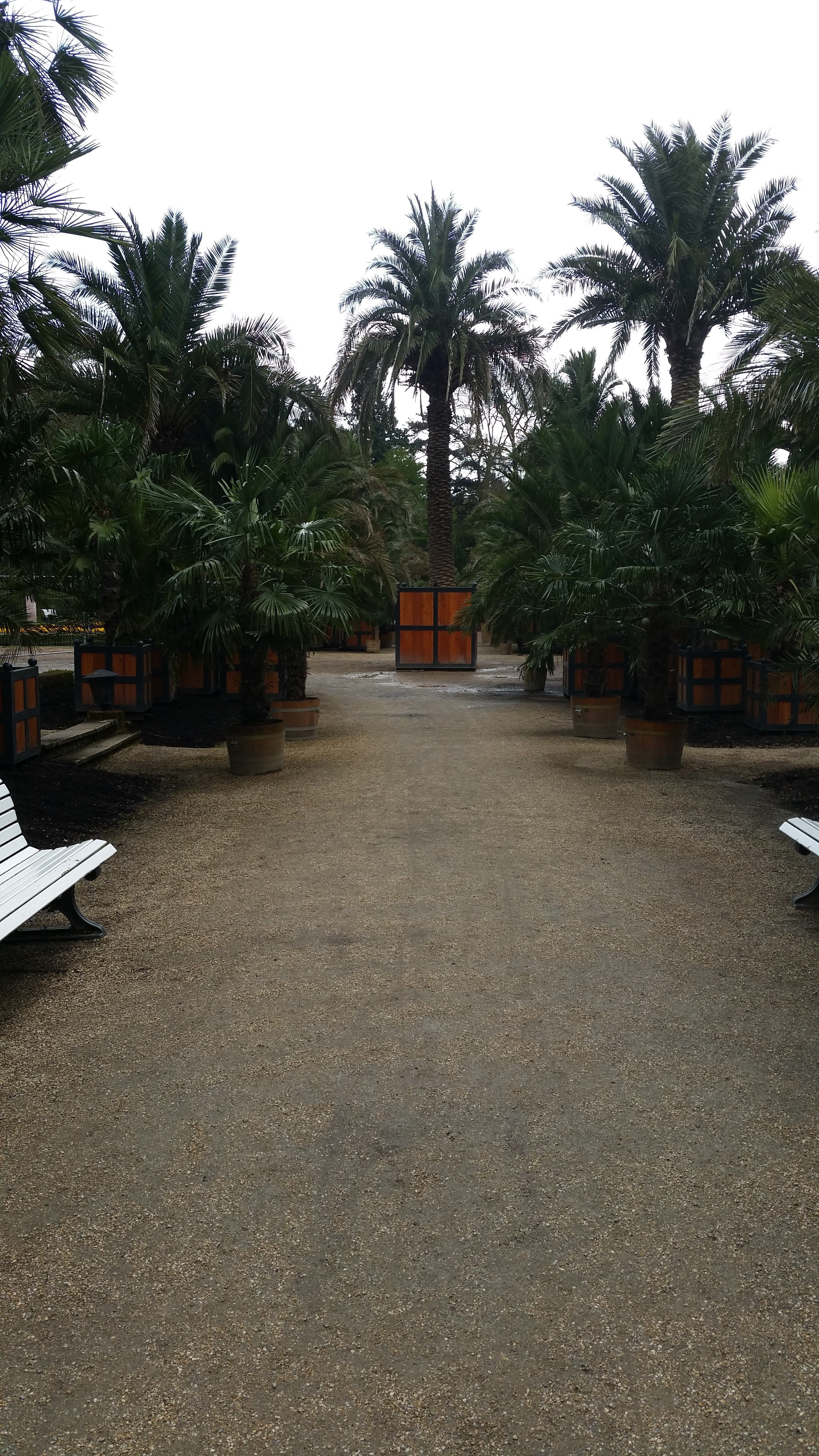
De Palmengarten van Bad Pyrmont,
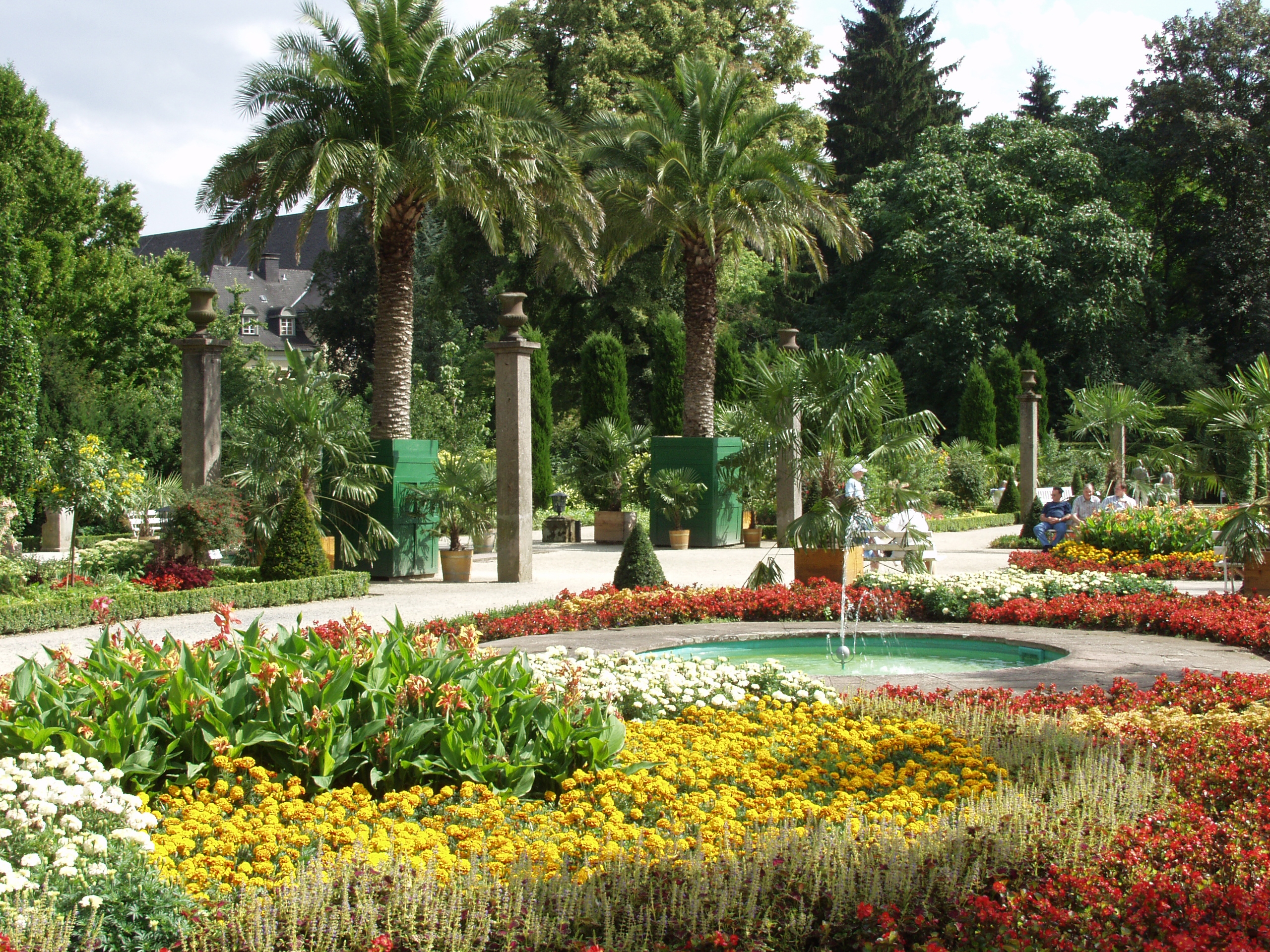
De Palmentuin (2)

### Overige

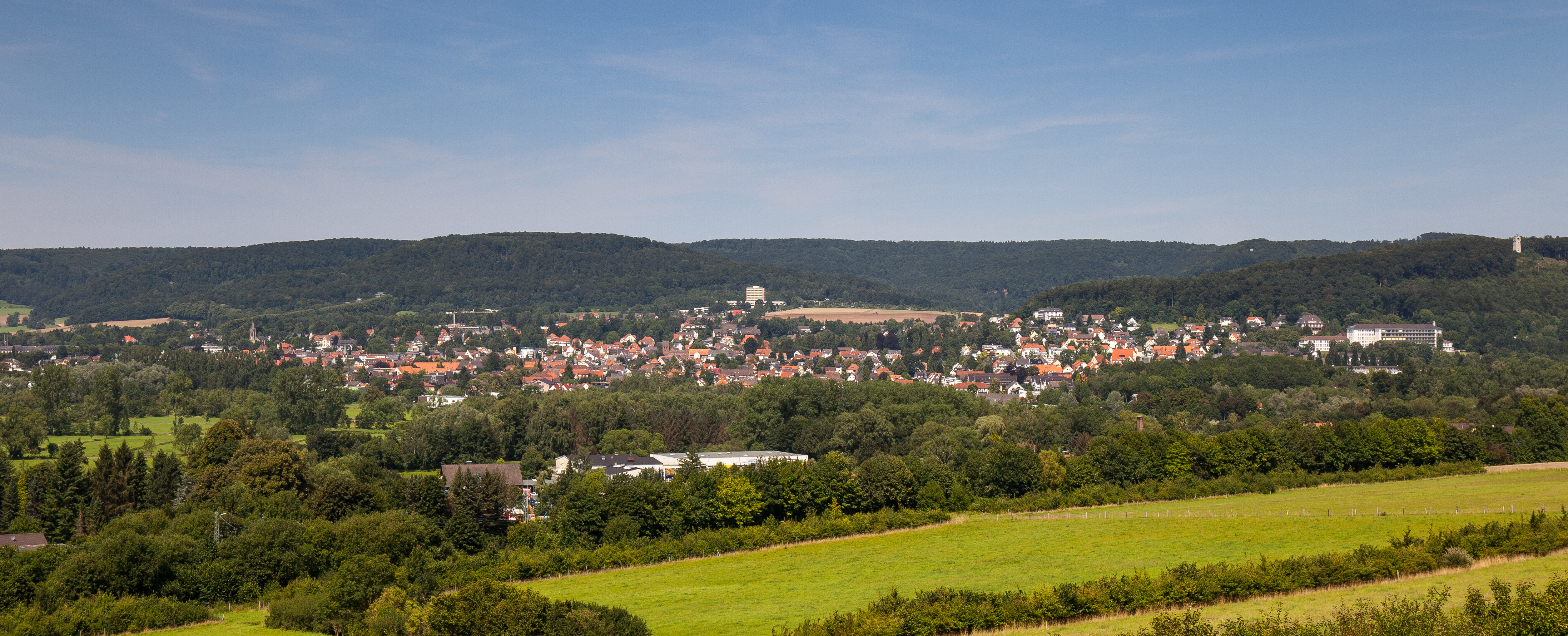
Panorama van Bad Pyrmont, vanuit het zuiden gezien
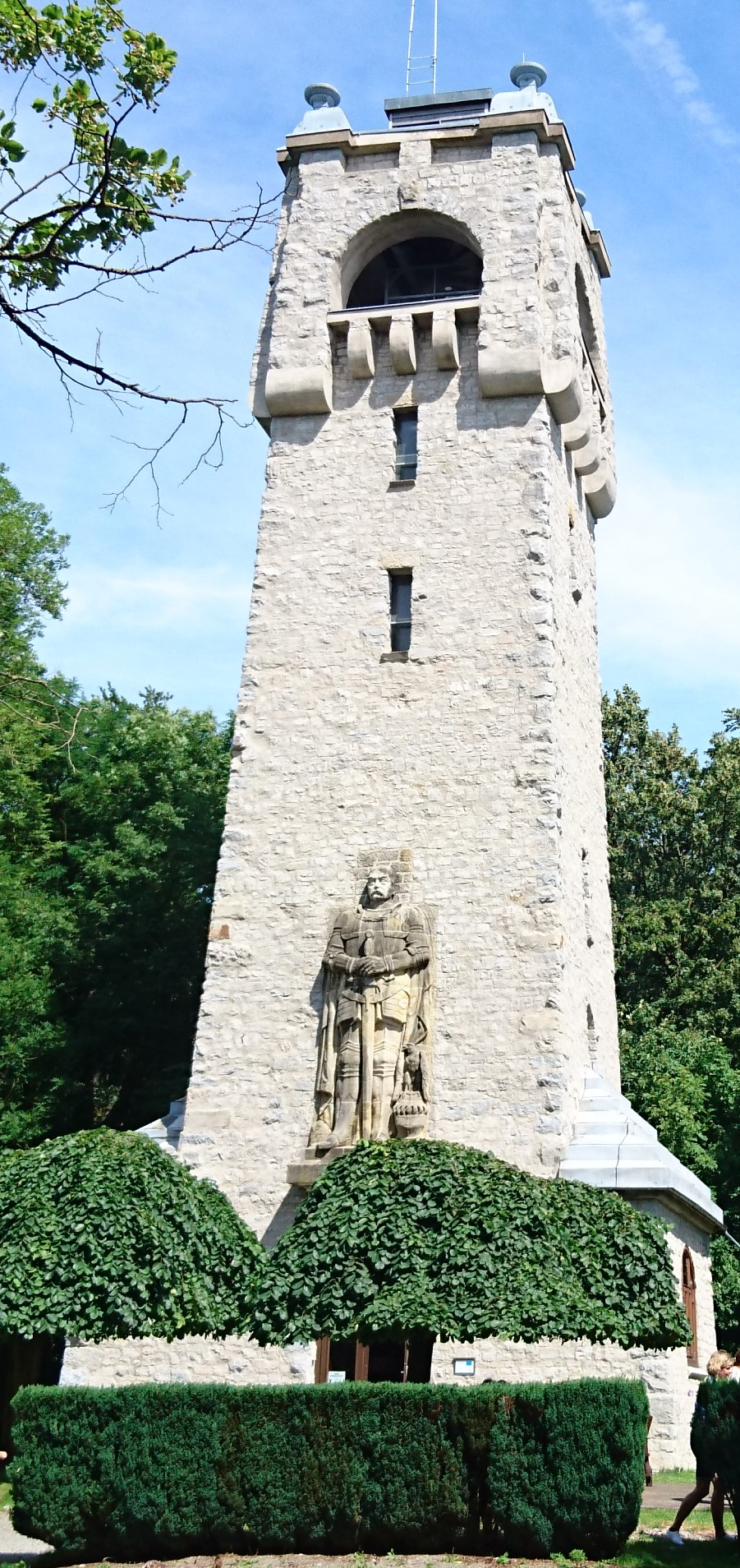
UItzichttoren Bismarckturm (1896) op de Königsberg
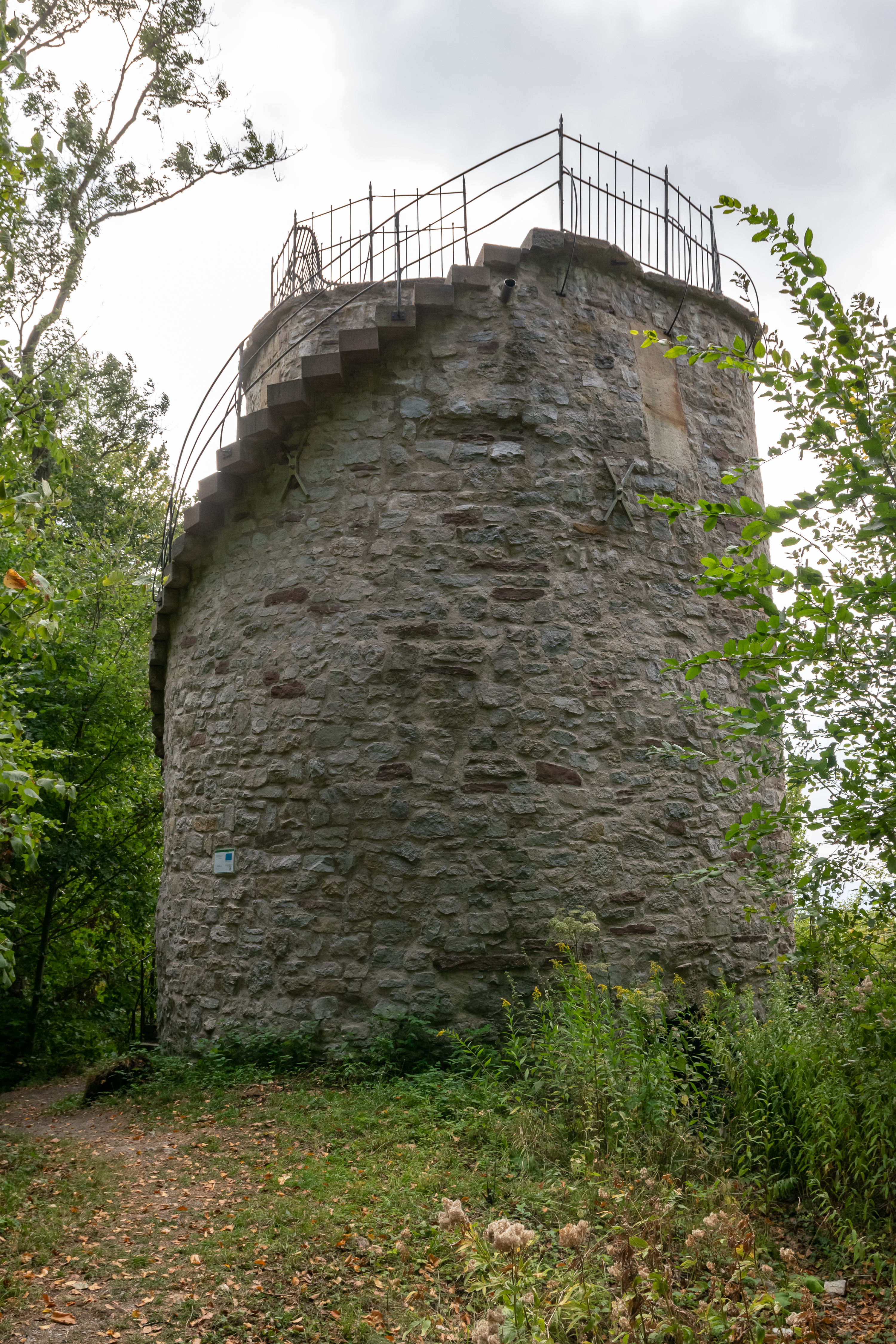
Uitzichttoren Schellenturm
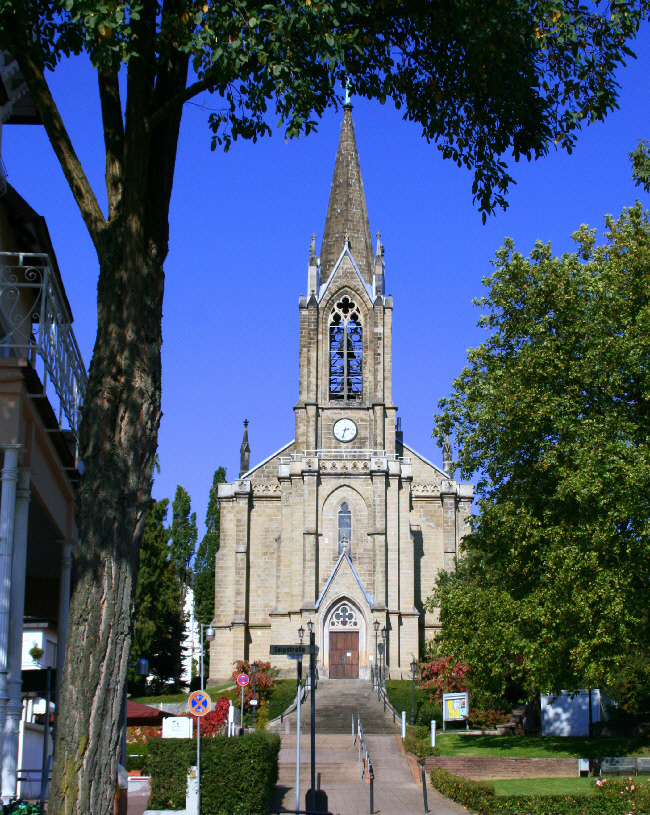
Evang.-lutherse Christus- of Stadskerk (1877; gebouwd in de stijl der neogotiek.)
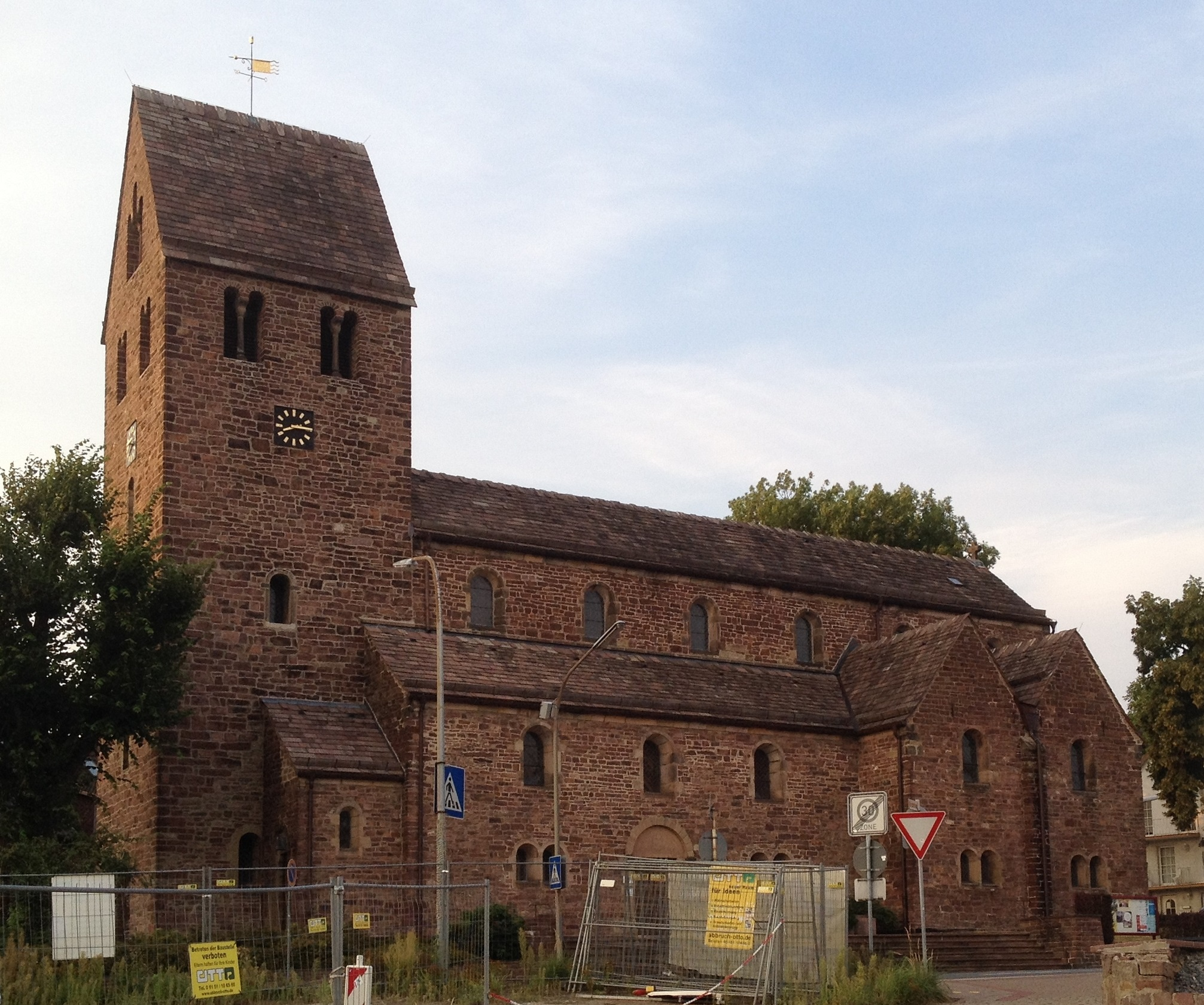
Evang.-lutherse st. Pieterskerk (1880[9]), Bad Pyrmont-Oesdorf
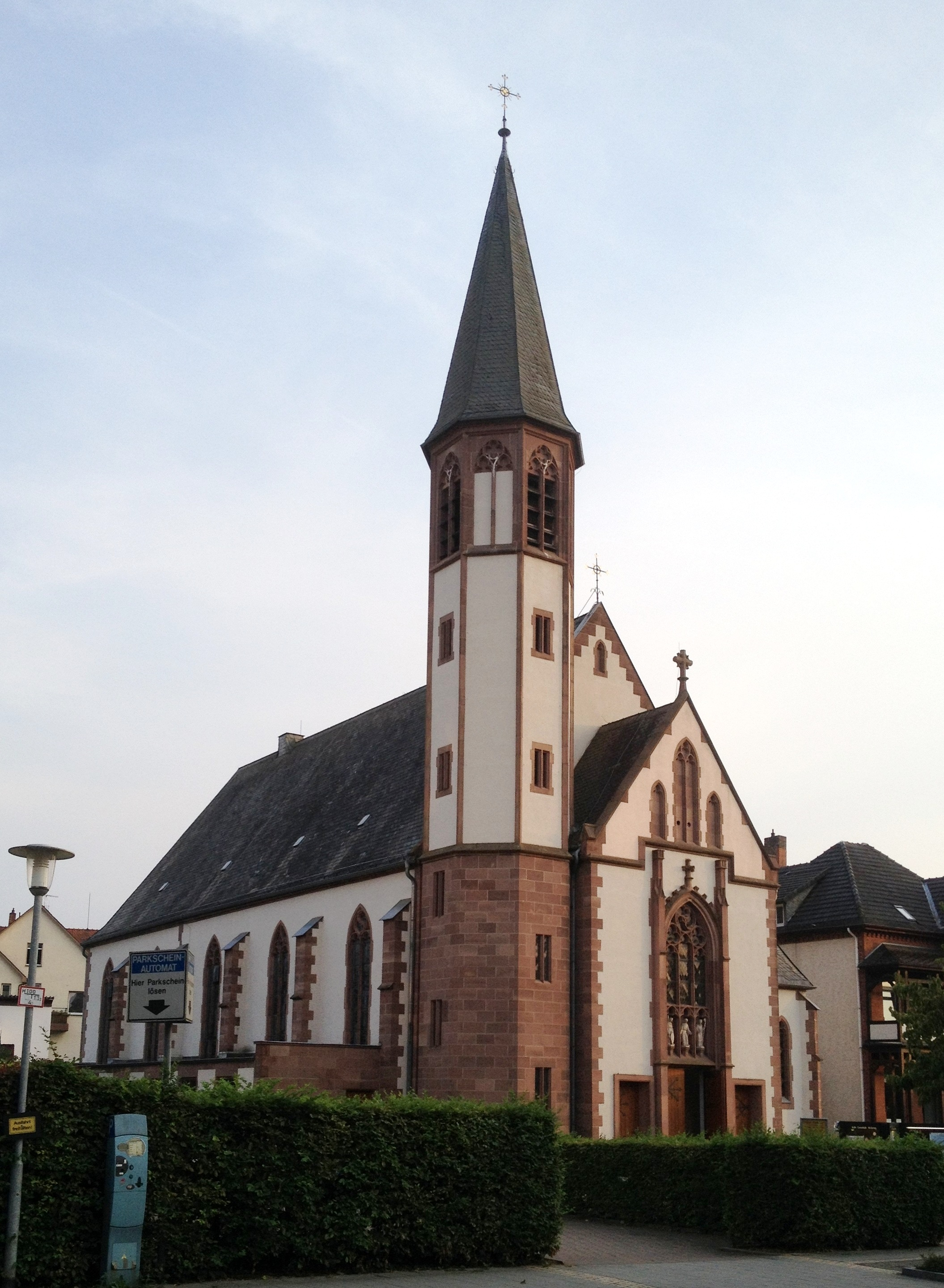
R.K. St. Joriskerk (1904) te Bad Pyrmont

## Partnersteden
Bad Pyrmont heeft een stedenband met:
- Heemstede sedert 2001
- Bad Freienwalde in de Duitse deelstaat Brandenburg sedert 1990
- Anzio, Italië, sedert 1958

## Belangrijke personen in relatie tot de gemeente
De kuurinrichtingen van Bad Pyrmont, de oudste in West-Europa sedert het einde van de klassieke oudheid, trokken sedert het midden van de 17e eeuw vele  "groten der aarde" aan, onder wie de Russische tsaar Peter de Grote, koning Frederik II van Pruisen, de auteur Johann Wolfgang von Goethe, de geleerde Gottfried Wilhelm Leibniz en de componist Georg Philipp Telemann. Zij kwamen er niet alleen voor een geneeskrachtige kuur, maar ook voor een korte vakantie of voor ontmoetingen van politieke of dynastieke aard. Bijvoorbeeld de Nederlandse koning Willem III vroeg te Bad Pyrmont, na aan haar en haar beide zusters te zijn voorgesteld, zijn tweede vrouw Emma ten huwelijk.
Daarnaast zijn de volgende personen vermeldenswaardig:

Frederik Anton Ulrich van Waldeck-Pyrmont
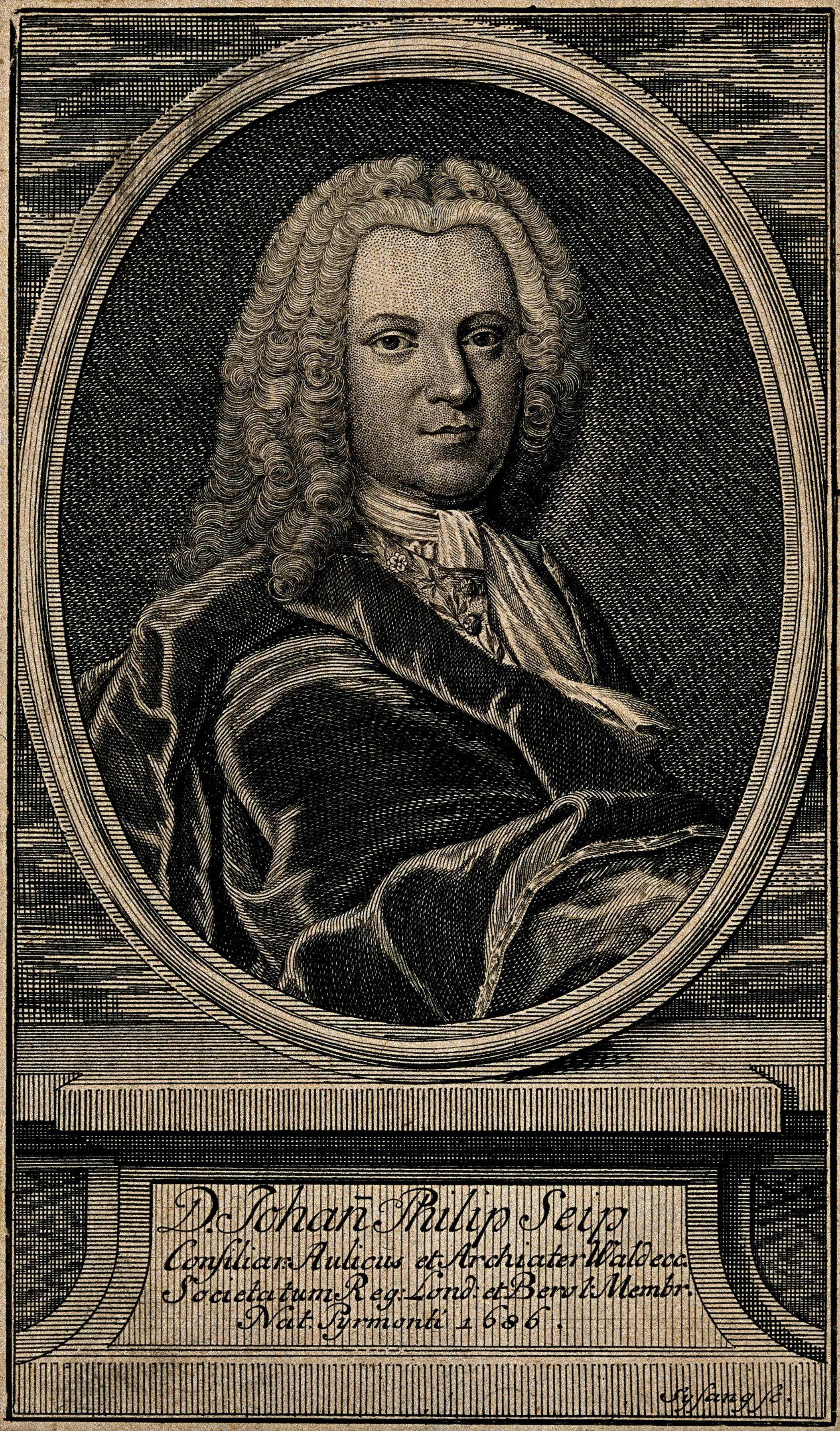
Johann Philipp Seip(p), kopergravure door  J.C. Sysang (1702-1758)

- Frederik Anton Ulrich van Waldeck-Pyrmont (Landau, Bad Arolsen, 27 november 1676 — Bad Pyrmont, 1 januari 1728) was graaf van Waldeck en Pyrmont van 1706 tot in 1728. In 1712 werd hij in Waldeck door keizer Karel VI in de erfelijke vorstenstand verheven.
- Johann Philipp Seip(p) (* 28 november 1686 in Oesdorf, gem. Bad Pyrmont; † 31 mei 1757 in Pyrmont), bekend arts, sedert 1717 te Bad Pyrmont gevestigd. Hij onderzocht de zgn. Dunsthöhle en stelde vast, dat de eruit opkomende dampen geen zwavel, maar kooldioxide bevatten, en ontdekte de therapeutische werking hiervan. Hij was de lijfarts van  Frederik Anton Ulrich van Waldeck-Pyrmont.
- George I van Waldeck-Pyrmont (Arolsen, 6 mei 1747 - Pyrmont, 9 september 1813), van 1805 tot 1813 graaf van Pyrmont en van 1812 tot 1813 vorst van Waldeck
- Albert Lortzing (Berlijn, 23 oktober 1801 - 21 januari 1851), componist, toneelspeler en zanger (tenor); woonde 6 jaar lang te Bad Pyrmont.
- Friedrich Drake , geb. 23 juni 1805 te Pyrmont,  overl. 6 april 1882 te Berlijn,  beeldhouwer, ontwierp o.a. het in 1873 voltooide beeld van Victoria  op de Berlijnse Siegessäule.
- Max Born (Breslau, 11 december 1882 – Göttingen, 5 januari 1970) was een Duitse Joodse, later, vanaf 1933 Britse wis- en natuurkundige. In 1954 ontving hij de Nobelprijs voor natuurkunde. In de laatste 8 jaar van zijn leven woonde hij te Bad Pyrmont.
- Annette Humpe (Hagen, 28 oktober 1950), popzangeres en muziekproducente, bracht een deel van haar jeugd door te Bad Pyrmont